# الکسی ساکس
الکسی ساکس (استونیایی: Aleksei Saks؛ زادهٔ ۲۰ مهٔ ۱۹۸۲) اسکیت‌باز نمایشی اهل استونی است. وی در بازی‌های المپیک زمستانی ۲۰۰۶ شرکت کرده‌است.